# Рајхенберг (Доња Франкофонија)
Рајхенберг (њем. Reichenberg) град је у њемачкој савезној држави Баварска. Једно је од 52 општинска средишта округа Вирцбург. Према процјени из 2010. у граду је живјело 4.069 становника. Посједује регионалну шифру (AGS) 9679176.

## Географски и демографски подаци
Рајхенберг се налази у савезној држави Баварска у округу Вирцбург. Град се налази на надморској висини од 231 метра. Површина општине износи 34,8 km². У самом граду је, према процјени из 2010. године, живјело 4.069 становника. Просјечна густина становништва износи 117 становника/km².